# Prochloridea modesta
Prochloridea modesta är en fjärilsart som beskrevs av Barnes och Mcdunnough 1911. Prochloridea modesta ingår i släktet Prochloridea och familjen nattflyn. Inga underarter finns listade i Catalogue of Life.